# Sergio Toppi
Sergio Toppi (Milano, 11 ottobre 1932 – Milano, 21 agosto 2012) è stato un fumettista e illustratore italiano ritenuto uno dei principali maestri del fumetto italiano.

## Biografia
(Sergio Bonelli)

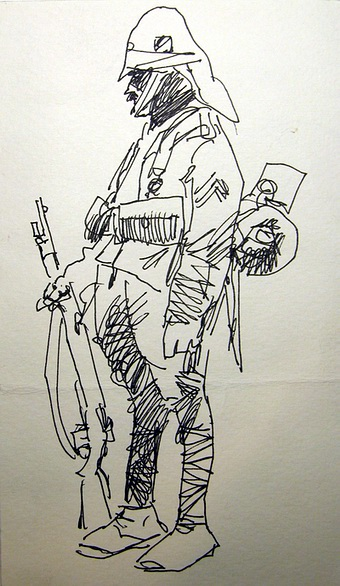
Soldato coloniale inglese, di Sergio Toppi

Dopo il Liceo Ginnasio Giovanni Berchet si iscrisse alla Facoltà di Medicina e Chirurgia ma si dedicò alla carriera artistica esordendo negli anni cinquanta realizzando illustrazioni per l'Enciclopedia dei Ragazzi della UTET e collaborando a una serie di filmati pubblicitari animati con gli studi Pagot. Lavorò anche come vignettista alla rivista satirica Candido.
Esordì come fumettista nel 1966 realizzando per il Corriere dei Piccoli varie serie come Mago Zurlì, sceneggiate da Carlo Triberti, una biografia a fumetti di Pietro Micca e diverse storie di ambientazione storica o bellica della serie "Grandi avventure di pace e di guerra" in collaborazione con Mino Milani. Realizzò anche una serie di soldatini di carta di ambientazione western e medievale. Nel 1972 il Corriere dei Piccoli divenne il Corriere dei Ragazzi per il quale illustrò serie come "Dal Nostro Inviato", "Fumetti-Verità", "Uomini Contro" e "I Grandi nel Giallo". Negli anni settanta ha collaborato anche con altre riviste di fumetti per ragazzi come Il Giornalino, dal 1976 fino agli anni novanta, e il Messaggero dei Ragazzi dal 1977 al 1979, proseguendo al contempo anche l'attività nel campo dell'illustrazione. Collabora anche con altre riviste di fumetti italiane come Sgt. Kirk, Linus, alter alter e Corto Maltese, pubblicando decine di storie e illustrazioni.
Per la Bonelli realizza il decimo volume della serie I protagonisti nel 1975 e, tra il 1976 e il 1978, tre volumi per la collana Un uomo un'avventura edita da Cepim: "L'uomo del Nilo", "L'uomo del Messico" e "L'uomo delle Paludi".
Uno delle serie più note fu una trasposizione a fumetti de Le mille e una notte intitolata Sharaz'De originariamente serializzato su Alter Alter nel 1979 e successivamente pubblicato anche in Francia e in Spagna.
Le sue illustrazioni appaiono sulle pubblicazioni periodiche, sui quotidiani e sulle copertine di libri: da Famiglia Cristiana a Selezione dal Reader's Digest, dal Messaggero al Corriere della Sera, dai libri Einaudi a quelli della UTET.
Negli anni ottanta pubblica la serie de Il Collezionista, unico personaggio fisso della sua carriera, per la collana I protagonisti di Orient Express, oltre a storie a fumetti per storiche riviste italiane di fumetti come L'Eternauta, Comic Art e Orient Express.
Per il mercato francese nei primi anni ottanta ha collaborato alle collane della Larousse "L'Histoire de France en Bande Dessinées" e "La Découverte du Monde en Bandes Dessinées" e, negli anni novanta l'editore francese Mosquito ha pubblicato quasi 40 volumi dei suoi lavori mentre in Spagna, l'editore Planeta DeAgostini, ha pubblicato nel 1992 il volume "El Cerro de la Plata - La leyenda de Potosì".
Nel 1986 partecipa alla realizzazione di Immagini di Sicilia insieme ad altri importanti disegnatori, con la storia dal titolo Verrà Orlando, edito dal consorzio Grafema per conto della Regione Siciliana e dell'Ente Provinciale Turismo di Messina.
Sempre in ambito storico è il suo apporto alla Storia dei popoli a fumetti di Enzo Biagi, disegnando il capitolo Americani della Storia dei popoli a fumetti della Arnoldo Mondadori Editore.
Nel 1989 dipinge 22 tavole intitolate Tarocchi delle Origini, edite da Lo Scarabeo di Torino.
Negli anni novanta collabora nuovamente con la Bonelli realizzando alcuni albi delle serie Nick Raider, Julia, Martin Mystère e Ken Parker Magazine.
Negli anni 2000-2005 realizza dei bellissimi portfolio per varie gallerie. Citiamo su tutti quello sui lanzichenecchi al sacco di Roma, e quello sugli ussari alati polacchi all'assedio di Vienna editi da Angelo Nencetti.
Nel 2003 realizza 12 tavole in bianco e nero per la serie Leggende del Salento, pubblicate nel volume in tiratura limitata Terre Foggiane - Spigolando in Capitanata (Edizioni GEMA).
Dal 2003 inizia a collaborare con le Edizioni Crapapelada (Spazio Papel) realizzando in cinque anni oltre un centinaio di grandi illustrazioni a colori. Tutte le illustrazioni sono ispirate da diversi testi letterari (talvolta scritti dal disegnatore stesso, talvolta suggeriti dall'editore) raccolte in vari portfolio: Leggende senza tempo (2003), Altre leggende (2004), Hayku (2005), I Quattro Elementi (2005 – con Ivo Milazzo e Josè Muñoz), Ticonderoga (2006), Tomahawk (2007), Racconti giapponesi (2007), Il ritorno del Samurai (2007).
Nel 2005 realizza per la statunitense Marvel quattro copertine per la serie Marvel 1602.
Con le Edizioni Papel (già Crapapelada) nel 2008 viene pubblicato il volume Leggende, una raccolta di venticinque illustrazioni e venticinque racconti scritti dallo stesso disegnatore; nel 2008 e nel 2009 realizza due serie di illustrazioni: Io sono l'erba e Divertissement; nel 2011 pubblica un altro gruppo di illustrazioni accompagnate da brevi testi: Questa è terra nostra e, nel 2012, Luce dell'Est, una raccolta di sei racconti.
Da tempo malato, morì all'Istituto Geriatrico Piero Redaelli il 21 agosto 2012 all'età di 79 anni.

## Opere
Fumetti d'argomento storico e bellico su testi di Mino Milani pubblicati sul Messaggero dei ragazzi
- Leone il grande (1978)
- Carlo Martello (1978)
- Giovanni Sobieski (1978)
- Ben Gurion (1978)
- Eamond De Valera (1979)
- Caterina da Siena (1979)

Ristampe: Uomini che non ebbero paura, Edizioni Messaggero di Padova, Padova 1980.
Fumetti pubblicati su Alter alter
- Little Big Horn 1875, testi di Toppi, 17 tavole in b/n (nº 7, 1978).
- Domande, testi di Toppi, 8 tavole in b/n (+ copertina nº 3, 1983).
- Un'idea difficile da mandar giù, testi di Toppi, 8 tavole in b/n (nº 10, 1983).
- Funghi, testi di Toppi, 8 tavole in b/n (nº 12, 1983).
- Krull, testi di Toppi, 8 tavole in b/n (nº 2, 1984).

Ristampe:
- Sacsahuaman, Edizioni Milano Libri, Milano 1980;
- Sharaz-de, Edizioni Milano Libri, Milano 1984;
- Sharaz-de, Edizioni NPE, Eboli 2017;
- Krull, Edizioni NPE, Eboli 2022 (contiene anche la storia: Funghi).

Fumetti pubblicati su Corto Maltese
Storie comprese in antologie stampate da Rizzoli
- Kas Cey, 1984.
- Chapungo, 1985.
- M'Felewzi, 1985.
- Isola gentile, 1987.
- Aloranguay, 1988.
- Thanka,1988.
- L'incontro, 1989.
- Una grave lacuna, 1990.
- Blues, 1990.
- Il dossier Kokombo, 1991.
- Solitudinis Morbus, 1991.
- Dio Minore, 1993.
- Cavaliere di ventura, 1993.

Ristampe:
- Blues, Edizioni NPE, Eboli 2017;
- Tanka, Ogari 1650, Il ritorno di Ishi, Una spada per Komura, Sato, Edizioni NPE, Eboli 2020;
- Solitudinis Morbus, Bois Brocèlan 1909, Black and tan 1920, Edizioni NPE, Eboli 2020;
- Ogoniok, Edizioni NPE, Eboli 2021 (contiene anche la storia: Kas Cey);
- Chapungo, Edizioni NPE, Eboli 2021;
- Isola gentile, Edizioni NPE, Eboli 2022;
- Il dossier kokombo, Edizioni NPE, 2022;
- Dio minore, Pribiloff 1898, Aioranguaq, Edizioni NPE, Eboli 2022;
- Warramunga 1856, M'Felewzi, Edizioni NPE, Eboli 2023;

Nel 2010 è stata pubblicata dalle Edizioni San Paolo una collana esaustiva delle sue opere, Sulle rotte dell'immaginario, edita in 12 volumi suddivisi sulla base del contesto geografico in cui si svolgono le storie: Africane, Mediterranee, Europee, Mediorientali, Orientali, Indoasiatiche, Australi, Latinoamericane, Amerinde, Nordiche, Sacro, Ignoto.
Nel 2017 è stata inaugurata da Edizioni NPE una collana dedicata a Sergio Toppi, che pubblica tutte le opere da lui realizzate.

## Riconoscimenti
- Premio Yellow Kid al Salone Internazionale dei Comics di Lucca nel 1975.[5][6]
- Premio Caran D'Ache al 19º Salone Internazionale dei Comics di Lucca nel 1992.[5][6]
- Premio Caran D'Ache una vita per l'illustrazione al Salone Internazionale dei Comics (1992)
- Premio A.N.A.F.I. come miglior autore nel 1992.[5][6][14]
- Romics d'oro, 2006.
- Fantastiche matite, 2007. Sesta rassegna degli illustratori a Seregno (23 settembre - 21 ottobre 2007). Mostra monografica con 70 tavole originali.
- Presso lo Spazio Crapapelada (attuale Spazio Papel): Leggende senza tempo (2003), Altre leggende (2004), Hayku (2005), I Quattro Elementi (2005) con Ivo Milazzo e José Muñoz, Momotaro (2006), Ticonderoga (2006), Tomahawk (2007), Il segno e il colore (2007), Io sono l'erba - Racconti Irlandesi (2008), Leggende (2009), Divertissement (2010). Questa è terra nostra"(2011).
- mostra sulla sua opera grafica in Sardegna, a Carbonia, in seno alla manifestazione Nuvole Parlanti presso Villa Sulcis.
- L'Almanacco dell'Avventura 2014 (2013) è interamente dedicato Toppi e a Decio Canzio, con la riproposta delle storie L'uomo del Nilo, L'uomo del Messico e L'uomo delle paludi oltre a vari articoli sulle loro figure.[15]
- Nell'ultimo decennio della sua attività artistica ha potuto essere presente a 12 Mostre personali e a varie Collettive, a Spazio Papel-Crapapelada, incontrando migliaia di ammiratori e appassionati della Nona Arte e incoraggiando e consigliando i giovani artisti che andavano ad ammirare la sua opera.
- mostra Sergio Toppi – Antropologie (nel Comune di Castellazzo Bormida, 2018)[16]